# Frate Francesco
Frate Francesco è un film muto italiano del 1927 diretto da Giulio Antamoro, realizzato negli stabilimenti cinematografici di Firenze - Rifredi in occasione del VII° centenario della morte di Francesco d'Assisi.

## Trama
Assisi, 1198 circa. Il giovane Francesco, figlio del ricco mercante Bernardone, conduce una vita dissoluta, ma viene coinvolto nel conflitto tra la sua città e Perugia, e nella battaglia di Ponte San Giovanni è fatto prigioniero. Sarà poi liberato, e torna a casa, ma quell'esperienza lo ha segnato e, durante una spedizione militare in Puglia agli ordini del Sassorosso, ha una visione che lo chiama ad una vita diversa e, benché tacciato di codardia, lascia le armi. Dopo un altro periodo di vita dissoluta con la cortigiana Myria, una seconda visione lo chiama all'obbedienza ed alla castità. Si allora rifugia in un eremo e si dedica alla preghiera ed all'aiuto dei poveri, per cui il padre lo disereda. Ma davanti al Vescovo il giovane si denuda delle vesti paterne e dichiara di riconoscere solo Dio come padre.
La chiesetta di San Damiano diventa il centro della sua attività e ben presto si forma un gruppo di seguaci, tra cui la giovane Chiara Degli Scifi. Francesco ottiene da Papa Innocenzo III il riconoscimento della regola e sempre più persone decidono di unirsi a lui e di contribuire alla ricostruzione della Porziuncola. Francesco si reca a Damietta per promuovere la pace tra i crociati ed il Sultano, ottenendo da costui la liberazione di Myria, prigioniera dei pirati. Ormai la "famiglia" francescana è diventata una realtà importante ed il Papa Onorio III conferma il riconoscimento dell'Ordine. Dopo essersi ritirato alla Verna, dove compone il Cantico e riceve le stimmate, Francesco torna alla chiesa di San Damiano e lì muore.

## Realizzazione del film

### Contesto storico
La ricorrenza del VII° centenario della morte di Francesco d'Assisi provocò un vivo interesse per la produzione di un terzo film di produzione italiana che rievocasse la vita del Santo, dopo quelli che erano stati realizzati nel 1911 (il cortometraggio Il poverello di Assisi, regia di Enrico Guazzoni) e nel 1918 (Frate Sole. per la regia di Mario Corsi). 

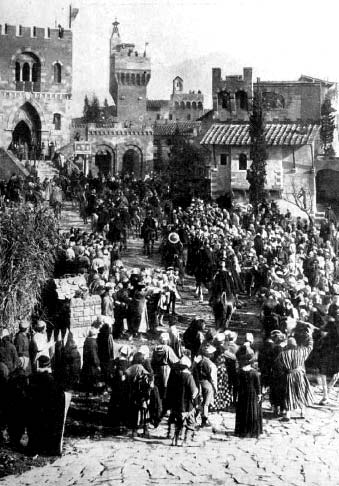
Autunno 1926: gli stabilimenti "I.C.S.A." di Firenze Rifredi durante le riprese del film Frate Francesco

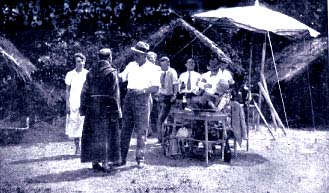
Alberto Pasquali (di spalle) ed il regista Giulio Antomoro sul set del film a Rifredi, 1926

Ma in questo caso l'iniziativa cinematografica fu caratterizzata da un acceso spirito nazionalistico, a partire dalla decisione di Mussolini di proclamare il 4 ottobre 1926 festa nazionale, con un decreto nel quale era scritto che «L'Italia, con anima nuova, si rivolge al ricordo del Sublime Suscitatore», per cui in una presentazione del film vi fu chi scrisse che «il duce del fascismo ha voluto glorificare la sublime opera francescana che affratella le genti dell'universo».
Accanto all'esaltazione di Francesco d'Assisi quale "gloria nazionale" fatta a fini propagandistici dal Fascismo, si situò anche una delle ricorrenti speranze di "rinascita" del cinema italiano dopo la crisi in cui era caduto nel dopoguerra che aveva ridotto ai minimi termini la produzione tanto che nel 1927, anno di uscita di Frate Francesco, furono solo 26 le pellicole realizzate in Italia, di cui diverse a carattere esclusivamente regionale. Così, anche in questo caso, il film veniva vantato come «lo squillo più alto e sonoro che oggi l'Italia lancia al mondo per annunciare la sua rinascita [cinematografica] artistica ed industriale».

### Soggetto e sceneggiatura
Per la stesura del soggetto si fece ricorso allo studioso danese del francescanesimo Johan Jorgensen, che scrisse un testo molto complesso, tanto da dover essere rivisto e ridotto dal poeta Carlo Zangarini e da Aldo De Benedetti in sede di sceneggiatura, alla quale collaborò anche il regista Giulio Antamoro, considerato uno specialista di film religiosi sin da quando (1916) aveva diretto Christus. Anch'egli si fece contagiare dal clima nazionalista affermando che «Frate Francesco dovrà essere un film italianissimo, trionfo della fede e della bellezza per dimostrare che siamo ancora capaci, noi italiani, di tener testa alla concorrenza straniera».

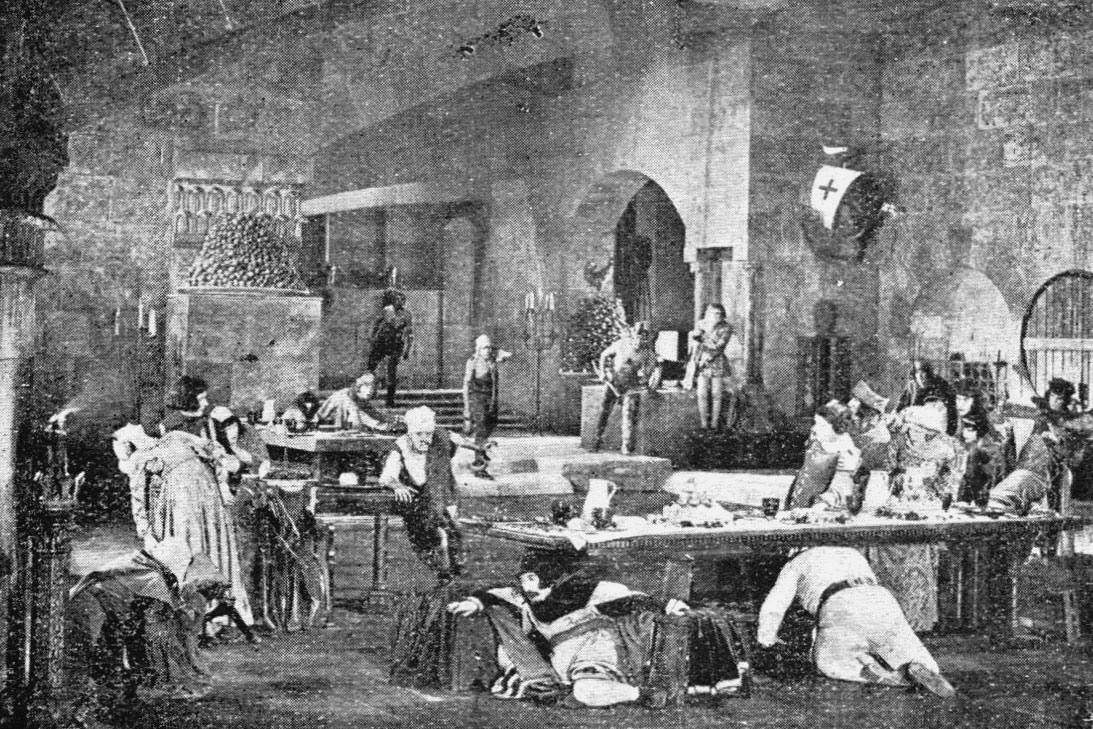
Fotogramma del film. La taverna frequentata dal dissoluto giovane Francesco

### Produzione
Lo sforzo produttivo, anche tenuto conto della critica situazione in cui versava la cinematografia italiana, fu notevole e venne sostenuto da una società da poco costituita, la "I.C.S.A.", con sede a Roma, per la quale questo fu il primo film prodotto. Essa rilevò gli impianti di produzione costruiti nel 1919 a Rifredi dalla "Montalbano - V.I.S.", proponendosi un ambizioso programma di rilancio del cinema italiano. Le strutture fiorentine, estese su circa 50.000 m², furono fortemente ristrutturate con un nuovo teatro di posa di 3.200 m², l'inserimento di ulteriore potenza elettrica, di nuovi laboratori tecnici, di camerini e ristoranti. La spesa ammontò alla considerevole, per i tempi, somma di 8 milioni di lire. Inoltre Frate Francesco fruì di numerosi sostegni in campo religioso, dato che ottenne la collaborazione della Famiglia francescana e l'imprimatur del Vicariato romano. Il clima di attesa creatosi attorno al film fece anche ottenere ai produttori un'udienza presso il re, a cui fu consegnato un album fotografico del film.

### Apporti tecnici
Particolarmente importante fu la larghezza di mezzi della scenografie e dei costumi. Otha (Otello) Sforza progettò a Rifredi la ricostruzione di ambienti della Assisi medievale su 15.000 m², con i monumenti, le piazze, i vicoli, le botteghe, che furono realizzati da circa 500 operai, con l'apporto di migliaia di metri cubi di materiale da costruzione mentre i costumi realizzati su disegni del pittore Costantini, membro della Accademia di San Luca, furono 6.000. Si impiegarono nelle scene belliche circa 600 cavalli e per quelle dell'assalto dei pirati furono allestite due navi ormeggiate nel Porto di Livorno. Alla riprese collaborò anche Gabriele Gabrielian che poi passerà al Luce, diventando un fedele collaboratore di Roberto Omegna presso la sezione scientifica dell'Istituto.

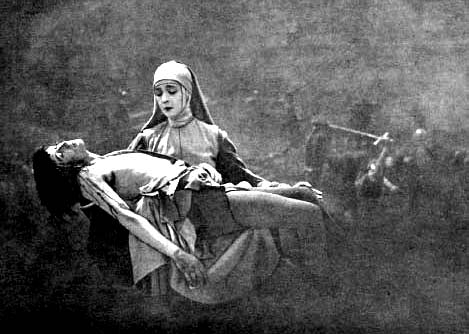
Fotogramma del film

### Interpreti
A fronte di un siffatto impegno produttivo, la scelta degli interpreti fu, al contrario, mossa da intenti di risparmio. Infatti, a fianco di Alberto Pasquali, anch'egli considerato uno "specialista" per i suoi ruoli nel Christus di dieci anni prima ed in Redenzione di Gallone (1919), molti degli interpreti dei personaggi principali furono esordienti come la Romanella (Chiara), la De Rasi (Agnese) o la Gemmò (Myria). La speranza di poter facilitare la distribuzione in Francia condusse la "I.C.S.A." a scritturare diversi attori della Comédie-Française, come Romuald Joubé (Sassorosso, l'avversario di Francesco) o l'attrice di origine russa Druzskoy (la madre).

## Accoglienza

### Commenti contemporanei
Nonostante l'impegno profuso, Frate Francesco uscì in ritardo rispetto alla scadenza (marzo 1927) del centenario del Santo, dato che la prima visione romana si tenne il 9 aprile 1927. Si trattò di uno sfarzoso evento mondano, che si svolse al cinema romano "Augusteo", a cui partecipò il re ed al quale presenziarono diplomatici, stampa italiana ed estera, intellettuali ed artisti, per cui si dovette delimitare il centro di Roma.  Il film ricevette commenti contrastanti che oscillarono tra un incondizionato apprezzamento e la delusione per il risultato. Tra i primi da segnalare quello del periodico cattolico Rivista del cinematografo, secondo il quale «il film è riuscito, ed ottimamente riuscito. La figura di San Francesco ha tentato molti altri inscenatori, ma questo è certamente il migliore del genere».

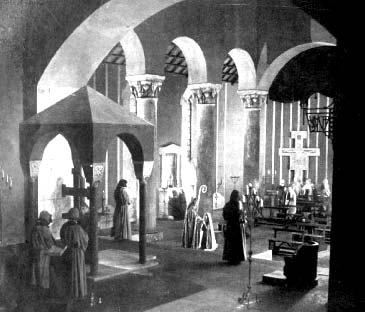
Fotogramma del film

Ma, a fronte di questo importante avallo, altri commenti rilevarono gravi carenze artistiche. È il caso di Cinema-star che, pur ammettendo che «non si è fatto dello stupido e pesante kolossal e si è fatta rivivere Assisi nella sua vita, nelle sue passioni, nei suoi monumenti, non altrettanto può dirsi per la parte drammatica. Proprio nella parte di maggior movimento generale, il film non è abbastanza rapido, caldo intenso. Ed anche Giuseppe Lega, che era stato uno dei più convinti sostenitori della produzione I.C.S.A., manifestò la delusione di «non sapersi capacitare come mai in Frate Francesco la mancanza del dettaglio e del particolare appaia tanto visibile (e) vogliamo augurarci che dalle critiche mosse alla sua visione la I.C.S.A.  sappia trarre per l'avvenire qualche insegnamento». Anche Blasetti, pur apprezzando la «magnifica audacia industriale della I.C.S.A. che ha realizzato con un'Italia cinematografica moribonda un'opera che solo Hollywood avrebbe potuto affrontare» riconobbe che «il senso drammatico delle scene, ove doveva campeggiare e contrapporsi al senso religioso non è risultato il più efficace».
All'estero il film "francescano" ebbe analoghi, poco lusinghieri, commenti: «L'Italia aveva quasi rinunciato al cinema e quest'ultimo suo film dimostra che avrebbe fatto bene a perseverare su questa strada: è un bel teatro fotografato, o qualsiasi altra cosa vogliate, ma non è cinema»

### Commenti successivi
La perdita di una parte consistente del film, di cui oggi sono conservate due copie molto parziali (a quella conservata presso la Cineteca Nazionale manca oltre la metà del film, mentre un'altra incompleta si trova presso la "Cinématèque" di Losanna ), rende difficile dare oggi giudizi documentati sul film. Tuttavia gli storici del cinema l'hanno generalmente descritto come l'oggetto di una delle ricorrenti, quanto vane, aspirazioni alla "rinascita" del cinema italiano, di cui si parlava da tempo, per la quale si pensava che un'opportunità fosse offerta dalla proposizione di "eroi della storia patria" noti a livello internazionale. Per la parte visibile, altri hanno sottolineato come il risultato artistico sia modesto, in quanto lento e noioso, privo di azione e di incisività.

### Risultato economico
Frate Francesco fu uno dei pochissimi film italiani della seconda metà degli anni venti che riuscì ad avere una distribuzione internazionale. Fu infatti esportato in U.S.A., dove venne venduto per 80.000 dollari e presentato al cinema "Capitol" di New York, ed in Canada, Circolò inoltre in Belgio, Polonia, nei Paesi scandinavi, in Olanda ed arrivò anche nei lontani mercati del sud America. In Francia il film generò un incasso di 1 milione e mezzo, mentre a Londra incontrò qualche difficoltà per motivi religiosi. A Parigi fu organizzata una particolare presentazione alla presenza del Cardinale Dubois.
Ma nonostante questi risultati, i programmi della "I.C.S.A." non decollarono e nel 1929 le perdite su questo e sui successivi film prodotti causarono l'azzeramento completo del capitale sociale per cui l'azienda liquidò tutto il personale trasformandosi nella "Suprema Film", azienda con sede a Venezia che non avrà, nonostante alcuni film muti "coloniali" (La sperduta di Allah e Miryam realizzati nel 1929, quando ormai il sonoro era alle porte) migliore fortuna. La sperata "rinascita" - che aveva indotto Blasetti a definire il film «una magnifica affermazione dell'arte e dell'industria italiane» - dovette essere ancora una volta rinviata, lasciando il cinema italiano assente a livello internazionale negli anni che precedono il sonoro